# Murämnet
Murämnet är en sjö i Sandvikens kommun i Gästrikland och ingår i Dalälvens huvudavrinningsområde. Sjön är 2,1 meter djup, har en yta på 0,278 kvadratkilometer och befinner sig 114 meter över havet. Sjön avvattnas av vattendraget Laggarboån (Västerån).

## Delavrinningsområde
Murämnet ingår i det delavrinningsområde (669490-154225) som SMHI kallar för Utloppet av Murämnet. Medelhöjden är 119 meter över havet och ytan är 1,5 kvadratkilometer. Det finns ett avrinningsområde uppströms, och räknas det in blir den ackumulerade arean 26,78 kvadratkilometer. Laggarboån (Västerån) som avvattnar avrinningsområdet har biflödesordning 2, vilket innebär att vattnet flödar genom totalt 2 vattendrag innan det når havet efter 109 kilometer. Avrinningsområdet består mestadels av skog (38 procent) och sankmarker (18 procent). Avrinningsområdet har 0,28 kvadratkilometer vattenytor vilket ger det en sjöprocent på 18,4 procent.